# Marcus Svensson
Erik Marcus Svensson (* 22. März 1990 in Härslöv) ist ein schwedischer Sportschütze.

## Erfolge
Marcus Svensson, der für den Verein Landskrona-Saxtorps JSK antritt, nahm an zwei Olympischen Spielen im Skeet teil. 2012 verpasste er in London als Siebter der Qualifikation knapp das Finale. Bei den Olympischen Spielen 2016 in Rio de Janeiro zog er mit einem Olympiarekord von 123 Punkten ins Halbfinale ein, in dem er sich mit 16 Treffern für die Finalbegegnung qualifizierte. Svensson erzielte im Duell um die Goldmedaille 15 Treffer, sein Kontrahent Gabriele Rossetti dagegen 16, sodass Svensson Zweiter wurde und damit die Silbermedaille erhielt. 2019 wurde er mit der Skeet-Mannschaft in Lonato del Garda Weltmeister, zudem nahm er, ohne Medaillenerfolg, an den Europaspielen in Minsk teil. 